# Góra Cerkwicka
Góra Cerkwicka, Górka Kościelna – wzniesienie położone w południowo-zachodniej Polsce, w województwie śląskim, na terenie miasta Rybnik przy zbiegu ulic Gliwickiej i Cegielnianej. 